# Baron Stafford
Baron Stafford ist ein erblicher britischer Adelstitel, der fünfmal in der Peerage of England geschaffen wurde. Er ist nach der englischen Stadt Stafford benannt.

## Liste der Barone Stafford

Ursprüngliches Familienwappen der Barone Stafford

### Barone Stafford, erste Verleihung (1299)
- Edmund de Stafford, 1. Baron Stafford († 1308)
- Ralph de Stafford, 1. Earl of Stafford, 2. Baron Stafford (1301–1372)
- Hugh de Stafford, 2. Earl of Stafford, 3. Baron Stafford (um 1342–1386)
- Thomas Stafford, 3. Earl of Stafford, 4. Baron Stafford (um 1368–1392)
- William Stafford, 4. Earl of Stafford, 5. Baron Stafford (1375–1395)
- Edmund Stafford, 5. Earl of Stafford, 6. Baron Stafford (1378–1403)
- Humphrey Stafford, 1. Duke of Buckingham, 7. Baron Stafford (1402–1460)
- Henry Stafford, 2. Duke of Buckingham, 8. Baron Stafford (1455–1483) (Titel verwirkt 1483)
- Edward Stafford, 3. Duke of Buckingham, 9. Baron Stafford (1477–1521) (Titel wiederhergestellt 1485; Titel verwirkt 1521)

### Barone Stafford (of Clifton), zweite Verleihung (1371)
- Richard Stafford, 1. Baron Stafford of Clifton († 1380)
- Edmund Stafford, 2. Baron Stafford of Clifton († 1419)
- Thomas Stafford, 3. Baron Stafford of Clifton († 1425)
- Thomas Stafford, 4. Baron Stafford of Clifton († 1445) (Titel abeyant 1445)

### Barone Stafford, dritte Verleihung (1411)
- Hugh Stafford, 1. Baron Stafford († 1420)

### Barone Stafford, vierte Verleihung (1547)
- Henry Stafford, 1. Baron Stafford (1501–1563) (1558 Präzedenz ab 1299 zuerkannt)
- Henry Stafford, 2. Baron Stafford († 1566)
- Edward Stafford, 3. Baron Stafford (1536–1603)
- Edward Stafford, 4. Baron Stafford (1572–1625)
- Henry Stafford, 5. Baron Stafford (1621–1637)
- Roger Stafford, 6. Baron Stafford (um 1573–1640) (Titel aufgegeben 1637)

### Baroness Stafford (Life Peerage, 1640)
- Mary Howard, Countess of Stafford, Baroness Stafford (1619–1694)

### Barone Stafford, fünfte Verleihung (1640)

Heutiges Wappen der Barone Stafford aus dem Hause Fitzherbert

- William Howard, 1. Viscount Stafford, 1. Baron Stafford (1614–1680) (Titel verwirkt 1680)
- Henry Stafford-Howard, 1. Earl of Stafford, de iure 2. Baron Stafford (um 1648–1719)
- William Stafford-Howard, 2. Earl of Stafford, de iure 3. Baron Stafford (um 1690–1734)
- William Stafford-Howard, 3. Earl of Stafford, de iure 4. Baron Stafford (1718–1751)
- John Stafford-Howard, 4. Earl of Stafford, de iure 5. Baron Stafford (1700–1762)
- Anastasia Stafford-Howard, de iure 6. Baron Stafford (1722–1807)
- Sir William Jerningham, 6. Baronet, of Cossey, de iure 7. Baron Stafford († 1809)
- George Stafford-Jerningham, 8. Baron Stafford (1771–1851) (Titel rückwirkend wiederhergestellt 1824)
- Henry Stafford-Jerningham, 9. Baron Stafford (1802–1884)
- Augustus Stafford-Jerningham, 10. Baron Stafford (1830–1892)
- Fitzherbert Stafford-Jerningham, 11. Baron Stafford (1833–1913)
- Francis Fitzherbert-Stafford, 12. Baron Stafford (1859–1932)
- Edward Fitzherbert, 13. Baron Stafford (1864–1941)
- Basil Fitzherbert, 14. Baron Stafford (1926–1986)
- Francis Fitzherbert, 15. Baron Stafford (* 1954)

Voraussichtlicher Titelinhaber (Heir apparent) ist der Sohn des aktuellen Titelinhabers Hon. Benjamin Fitzherbert (* 1983).